# 班超

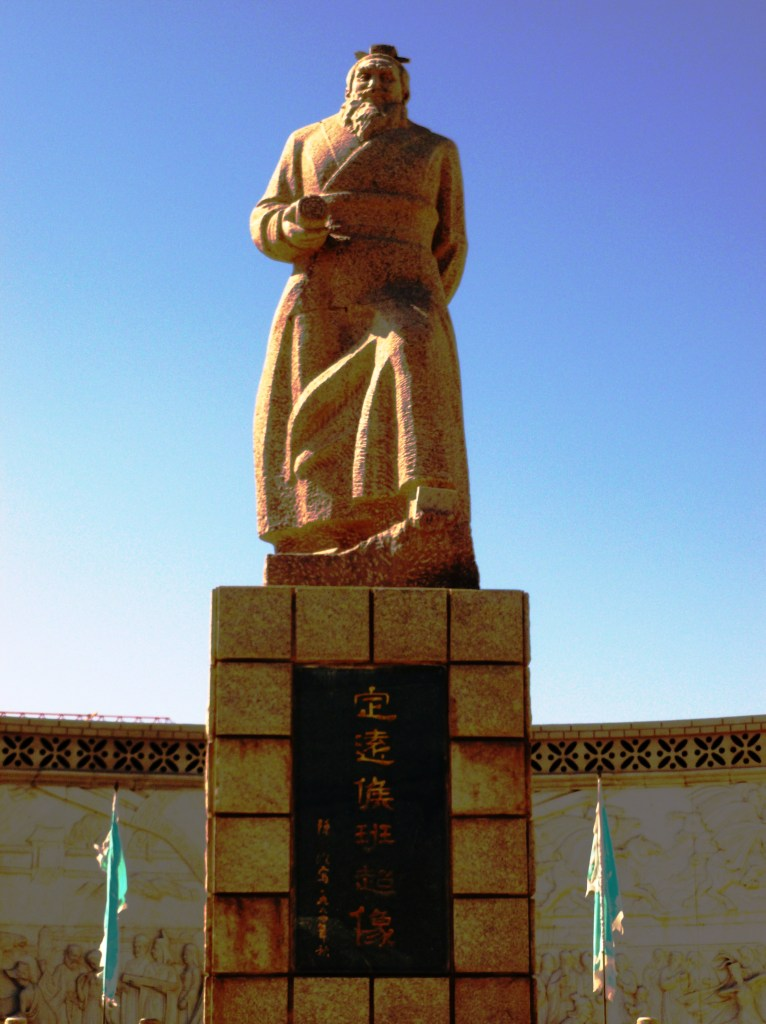
想像に基づいて作られた班超の石像

班 超（はん ちょう、32年 - 102年（建武9年 - 永元14年）は、中国後漢の政治家、軍人。字は仲升（ちゅうしょう）。右扶風安陵県の人。封号は定遠侯。
父は『漢書』を著した班彪で、兄妹に同じく歴史家として有名な班固と女流文人として名高い班昭がいる。武人としての成功を望んで西域（現在の新疆）の軍事司令官に着任し、当時勢力を伸ばしつつあった匈奴やクシャーナ朝を西域から追い払って漢王朝による統治を再強化したことや、部下の甘英を大秦国に派遣して西方の見聞を集めたことなどにより後のシルクロード貿易を繁栄させた立役者であるとも言える。

## 経歴

### 生い立ち
班超は歴史家の家に生まれ、幼い頃は兄と一緒に歴史を学んでいた。
62年（永平5年）、兄の班固が招聘されて校書郎となったので、班超は母と妹と共に兄に従って洛陽に移った。 
家は貧しかったので、いつも役所で文書の書き写しをする仕事をして親を養っていた。

### 西域平定

#### 明帝期
73年（永平16年）、明帝は奉車都尉の竇固（光武帝の孫、竇融の甥）を大将として北匈奴征伐に乗り出し、班超は仮司馬として参軍した。
竇固は将兵を別けて伊吾を攻め、班超は蒲類海の戦い（現バルクル湖）において多くの首級を挙げた。
この働きに竇固は班超の有能さを認め、班超を従事の郭恂と34人の部下とともに西域諸国への使者として向かわせた。 
鄯善国（楼蘭）に使者として行った時に、初めは歓迎されたのが次第に雰囲気が悪くなってきた。その時北匈奴の使者も来ていたのである。このままでは殺されると考えた班超は怯える部下達に「虎穴に入らずんば虎子を得ず（不入虎穴焉得虎子）」と勇気付けて、北匈奴の一団に切り込んだ。班超たちは36人しかおらず北匈奴ははるかに多かったが奇襲を受けた北匈奴の使者達は慌てふためき、見事班超たちの大勝に終わった。これにより鄯善国は漢に降伏した。
その後も班超は36人の小勢で于窴国（ホータン）王の広徳を降伏させ、冬には疏勒国（カシュガル）に行き、北匈奴側であった亀茲王の建によって疏勒王に取り立てられていた亀茲左侯の兜題を捕え、建に殺された前疏勒王の成の兄の子である忠を立てて疏勒王とした。
これらの班超の活躍により、西域の南半分は後漢の勢力に置かれた。

#### 章帝期
しかし、75年（永平18年）、明帝が崩御すると、これに乗じた焉耆国は漢に叛いて、西域都護の陳睦を殺害し、亀茲国・姑墨国は疏勒国を攻撃した。疏勒国にいた班超は盤橐城を守り、疏勒王の忠とともにこれを防いだが、不利と見て一旦于窴国に退いた。ふたたび疏勒国に戻った頃には疏勒城・盤橐城の両城が亀茲国によって陥落しており、疏勒国は尉頭国と寝返り、『孤立無援』の状態であった。
班超はすぐに疏勒国の反逆者を斬り、尉頭国を撃破して、疏勒国を取り戻した。
即位した章帝は西域都護を廃止し、西域を放棄することを決定した。章帝は班超たちにも帰還命令を出したが、西域諸国の王や貴族たちから「漢軍が引き上げれば、その後には当然北匈奴たちが舞い戻り、漢に味方した者を皆殺しにするだろう」と泣き付かれたため、班超は残ることを決断した。命令に違反した班超らは本国から絶縁されてしまい、三十余人の部下と共に5年間、疏勒に留まることを余儀なくされた。
80年（建初5年）、初めて本国より千余人の援兵を送られる。これ以降、事態は好転していった。
84年（建初9年）、班超は疏勒国、于窴国の兵を発し、莎車国（ヤルカンド）を攻撃した。莎車国は陰で疏勒王の忠と密通しており、忠はこれに従って反き、西の烏即城に立てこもった。すると班超はその府丞の成大を立てて新たな疏勒王とし、忠を攻撃した。これに対し康居国が精兵を派遣してこれを救ったので、班超は降せなかった。この時、クシャーナ朝（大月氏）は新たに康居と婚姻を結び、親密な関係となったため、班超は使者を送って多くの祝い品をクシャーナ王ヴィマ・タクト（閻膏珍）に贈った。これによって康居王が兵を撤退させ、忠を捕えたので、烏即城は遂に班超に降った。
87年（章和元年）、再び莎車国を攻撃し、救援にきた西域連合軍（莎車・亀茲・温宿・姑墨・尉犁）を詭計を用いて撃破する。これにより莎車国は後漢の支配下となった。
同年、クシャーナ王ヴィマ・タクトは後漢に遣使を送って扶抜（シマウマ?）・師子（ライオン）を献上した。この時、クシャーナ朝の使者は漢の公主を求めたが、班超は拒否し、使者を追い返した。

#### 和帝期
90年（永元2年）5月、求婚を断られたためかクシャーナ王ヴィマ・タクトは副王の謝を派遣して班超を攻撃したが、班超は持久策を用いてこれを撃退した。これ以降、クシャーナ朝は後漢に毎年貢献するようになる。
91年（永元3年）、班超は亀茲国を攻撃し、降伏させた。班超は司馬の姚光と共に亀茲国王の尤利多を脅して廃立させ、新しい王に白霸を立てた。尤利多は姚光に洛陽まで送還させた。班超は亀茲国の它乾城に常駐し、長史の徐幹は疏勒国に駐屯した。
同年12月、和帝は西域都護府を復活させ、班超を西域都護に任じた。
94年（永元6年）、班超は焉耆国・危須国・尉犁国・山国を撃ち破り、焉耆王と尉犁王を斬首した。これにより西域の50余国は後漢に内属し、さらに班超は焉耆左侯の元孟を新たな焉耆王とした。
これにより長きにわたる西域平定が完了し、これら功績によって95年（永元7年）3月、班超は定遠侯に封ぜられた。

### 西域平定後

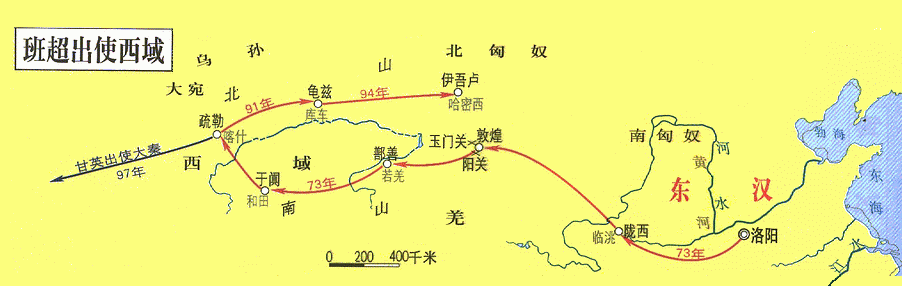
班超の進軍

97年（永元9年）、部下の甘英を、安息国（パルティア）の東界木鹿城に派遣したが、更に西の大秦（ローマ帝国?）・條支（シリア?）に派遣した記録はない。
100年（永元12年）、班超は西域にいること31年におよび、故郷の漢土が懐かしくなり、朝廷へ帰国の嘆願書を出した。
その願いが聞き入られ、102年（永元14年）8月、班超は洛陽に帰還したが、1か月後の9月に故郷で死去した。享年71。
班超がいなくなると、羌が涼州で反乱を起こしたので、後漢の西域への支配力が低下し、西域は北匈奴の残党やクシャーナ朝の勢力の影響下に入った。その後、後漢は班超の子の班勇らを派遣して再び西域諸国を支配したが、班勇が西域を去ると、西域諸国は後漢に反逆し、後漢は班超がいた頃の勢力を取り戻すことは不可能となった。
その跡を長子の班雄が継ぎ、孫の班始の代になると、班始は陰城公主（劉堅得）（順帝の大伯父の清河王劉慶の娘）を娶った。陰城公主は性が淫乱で、班始がその場にいるにもかかわらず間男と淫行を及ぶことさえあったと言う。ついにその行いに耐えくたびれた班始は公主を殺し、順帝を激怒させてしまい、130年（永建5年）にて処刑された。